# Halocaridina
Halocaridina (Holthuis, 1963) — рід прісноводних креветок родини Atyidae, що складається з двох видів, які є ендеміками Гавайських островів. Мешкають переважно у солонуватих водоймах в лавових утвореннях поблизу узбережжя островів Гаваї, Мауї та Оаху.
Один з видів роду (Halocaridina 9rubra) набув великого поширення в акваріумістиці. Креветки роду Halocaridina мають невеликі розміри, харчуються переважно рослинами, детритом та бактеріальними утвореннями на підводних поверхнях.

## Види
- Halocaridina palahemo Kensley & Williams, 1986
- Halocaridina rubra Holthuis, 1963